# Права ЛГБТ в Сомалиленде
Гомосексуальные отношения в Сомалиленде нелегальны и караются тюремным сроком до 10 лет.

## Законы, регулирующие однополые отношения

### Османская империя
В 1858 году Османская империя легализовала однополые контакты.

### Итальянская Восточная Африка
В 1940 году Италия захватила Британское Сомали и включила его в состав своей колонии Итальянская Восточная Африка. Хотя у Италии не было законов, регулирующих однополые отношения с 1890 года, фашистские руководители всё равно преследовали гомосексуалов. В 1941 году Великобритания вернула себе данную территорию и установила на ней собственные законы об однополых отношениях.

### Британский Сомалиленд
Вплоть до независимости от Британии, Индийский уголовный кодекс 1860 года применялся в Британском Сомали.

### Сомалийская республика
В 1964 году в Сомалийской республике вступил в силу новый уголовный кодекс Великобритании. Кодекс гласит, что «всякий, кто имеет половые сношения с лицом того же пола, подлежит наказанию, если это деяние не составляет более тяжкого преступления, тюремным заключением на срок от трех месяцев до трех лет. Если деяние совершается как акт похоти, отличный от полового сношения, наказание должно быть уменьшено на одну треть». В самой Великобритании этот кодекс был позднее отменён.

### Сомалиленд
В 1991 году Сомалиленд провозгласил независимость от Сомали. Уголовный кодекс 1964 года продолжает действовать в стране. Как отмечают некоторые исследователи, сохранение этого кодекса является одной из причин, почему некоторые европейские страны не признают независимость Сомалиленда.
В Сомалиленде и Сомали происходят случаи насилия по отношению к представителям ЛГБТ и их смертные казни.

## Признание однополых отношений
Сомалиленд не признает однополых браков, гражданских партнёрств и союзов.

## Сводная таблица прав
| Тип | Статус                  |
| --- | ----------------------- |
| Однополые отношения                                                                                          | (Смертельное наказание) |
| Равный возраст согласия                                                                                      | No                      |
| Антидискриминационные законы только в сфере занятости                                                        | No                      |
| Антидискриминационные законы по предоставлению товаров и услуг                                               | No                      |
| Антидискриминационные законы во всех других областях (включая косвенную дискриминацию, разжигание ненависти) | No                      |
| Однополые браки                                                                                              | No                      |
| Признание однополых пар                                                                                      | No                      |
| Усыновление ребёнка однополыми парами                                                                        | No                      |
| Усыновление для одиноких людей независимо от сексуальной ориентации                                          | No                      |
| Разрешение для геев и лесбиянок открыто служить в армии                                                      | No                      |
| Право изменить юридический пол                                                                               | No                      |
| Доступ к ЭКО для лесбиянок                                                                                   | No                      |
| Суррогатное материнство для гей-пар                                                                          | No                      |
| Разрешение быть донорами крови для МСМ                                                                       | No                      |